# اتودسک مایا
اتودسک مایا (به انگلیسی: Autodesk Maya) نام نرم‌افزاری غیر رایگان برای طراحی سه‌بعدی است. در دههٔ اخیر، عمدهٔ استفاده نرم‌افزار کمی تغییر داشته‌است و بیشتر در زمینه ساخت شخصیت، محیط، اسکلت‌بندی و انیمیشن به‌طور گسترده استفاده شده‌است. این نرم‌افزار نخست توسط شرکت آلیاس ویو فرانت عرضه شده‌است که در سال ۲۰۰۵ شرکت اتودسک (شرکت سازندهٔ نرم‌افزارهای سه‌بعدی و انیمیشن‌سازی از جمله تری‌دی‌اس‌مکس و اتوکد) آن را خریداری کرد و نسخه‌های جدید مایا با نام اتودسک مایا (Autodesk MAYA) به بازار عرضه شدند. در ابتدا در ایران مایا به عنوان نرم‌افزار جلوه‌های ویژه شناخته می‌شد ولی با گسترده‌تر شدن نرم‌افزارهایی مثل هودینی، مایا به‌صورت گسترده از مرحله طراحی تا انیمیت مورد استفاده قرار گرفت و به‌صورت فایل اف بی ایکس به نرم‌افزارهای دیگر منتقل شد. ا تودسک مایا انیمیشن‌هایی دو بعدی سه بعدی و استاپ موشن را می‌سازد
مایا یکی از پیشرفته‌ترین نرم‌افزار انیمیشن و مدل‌سازی و متحرک‌سازی سه‌بعدی است که به‌طور گسترده در استودیوهای فیلم‌سازی، انیمیشن و همین‌طور صنعت بازی‌های رایانه‌ای استفاده می‌شود. البته نقطهٔ قوت مایا در ابزارهای مدل‌سازی آن است و در شرکت‌های بزرگ نیز بیشتر از این خصیصه‌اش استفاده می‌کنند. تکنولوژی نربز بکار رفته در این استودیو انیمیشن‌سازی، باعث کمک به طراحی بهینهٔ اشیاء طبیعی از جمله چمن، گیاهان، مو و… می‌شود.

## توانمندی‌ها

### مدلینگ
قدرتمندترین ابزار موجود در زمین برای ایجاد ایده‌های برتر، کاراکتر، محیط و … نرم‌افزار مایا می‌باشد.
آپدیت کلی منوی مش در چند سال اخیر سرعت و دقت را طراحی را در مایا مثال زدنی کرده‌است.
برای خلق طراحی‌های پیچیده‌تر پیشنهاد می‌شود پس از خلق اولیهٔ طراحی، مش خود را وارد نرم‌افزار زی‌براش کنید (در این مرحله می‌توانید یووی مش را باز کنید و پس از اتمام کار مجدد به مایا برگردید).

### یووی مپ
برای باز کردن یو وی می‌توانید از ابزارهای موجود در مایا استفاده کنید که بسیار کارا و دقیق است. برای یووی‌های پیچیده‌تر پیشنهاد می‌شود از نرم‌افزار Headus UV Layout استفاده کنید.

### تکسچرینگ و متریال‌دهی
برای کارهای ساده از ابزارهای موجود در مایا می‌توانید استفاده کنید. برای کارهای پیچیده‌تر پیشنهاد می‌شود که از نرم‌افزار ساب استنس پینتر استفاده کنید.

### ریگ (استخوان بندی)
ابزارهای قدرتمند مایا، برترین انتخاب برای انجام ریگ هستند.

### انیمیت
برترین ابزارهای جهان در این قسمت از نرم‌افزار مایا قرار گرفته‌اند، جایی که هیچ‌کس به غیر از مایا نمی‌تواند عرض اندام کند.

### نورپردازی
با آمدن موتور رندر آرنولد، نور پردازی آرنولد بسیار آسان شده‌است و گاهی با فشردن یک دکمه نور آماده می‌شود.

### موتور رندر آرنول د
پس از گذشت دهه‌ها و مشکل رندرینگ با منتال ری با جایگزین شدن منتال ری توسط آرنولد رندرر که با شعار استفاده از منابع CPU و GPU روی کار آمد، نسخه مایا۲۰۲۲ اولین نسخه ای است که توانسته از CPU و GPU تواماً استفاده کند.

### موتور رندر وی-رِی
بسیار قدرتمند و دارای کتابخانه عظیم شیدر. استفاده از CPU.
استفاده همزمان از CPU و GPU روی کارت‌های گرافیک موجود در بازار هنوز تأیید نشده‌است.

### موتور رندر ردشیفت
موتور رندری بس شگرف که اگر نیاز به‌رندر بسیار دقیقی ندارید می‌توانید از رد شیفت استفاده کنید. اگر موتور رندر رد شیفت پانزده سال پیش به همین قدرت وجود داشت می‌توانست بسیاری از رویاهایم را که توسط منتال ری برای یک شات رندر ساده روزها زمان می‌برد را واقعی کند.

### موتور رند منتا ری
این موتور رندر پس از سال‌ها استفاده توسط الیاس و آتودسک منسوخ شد. پیشنهاد می‌شود از این موتور رندر استفاده نکنید.

### مشکلات
_استفاده از CPU
_عدم استفاده از GPU
_مشکلات عدیده در صحنه‌های بزرگ و باز علی‌الخصوص Final Gathering and GI
_سرعت رندر بسیار پایین

### دینامیک و سیالات
دود، آتش، آب، ابر و هر آنچه که به پارتیکل و فلوید مربوط است پیشنهاد می‌شود از نرم‌افزارهای دیگری همچون هودینی استفاده شود که بسیار سریع‌تر و حرفه‌ای‌تر است.
از جمله ویژگی‌های این نرم‌افزار، انعطاف‌پذیری و قابلیت‌های شخصی‌سازی (customization) آن است که به کاربران حرفه‌ای اجازه می‌دهد به سادگی محیط آن را به دلخواه خود تغییر دهند.
مایا یک نرم‌افزار جامع است که به بخش‌های مختلفی تقسیم‌شده که هر بخش ویرایش و ایجاد یکی از مراحل ساخت انیمیشن را بر عهده دارد و نیاز کاربر را به نرم‌افزارهای جانبی به‌حداقل می‌رساند. به‌علاوه، یکی دیگر از قابلیت‌های منحصربه‌فرد آن، امکان توسعهٔ این نرم‌افزار برای استفاده‌کنندگان آن است. کاربران می‌توانند از طریق زبان‌های برنامه‌نویسی سی‌پلاس‌پلاس، MEL یا maya embedded language و همین‌طور پایتون آن را توسعه دهند و ابزارها و امکاناتی که پیشتر در نرم‌افزار وجود نداشته‌اند را به آن اضافه کنند. به همین دلیل بسیار مورد توجه استودیوهای بزرگ سازنده فیلم و انیمیشن قرار گرفته‌است.
در سال ۲۰۰۳ نرم‌افزار مایا برندهٔ جایزهٔ Academy Award برای «موفقیت‌های علمی و فنی» شد.
یک ابزار جدید Sweep Mesh برای تولید رویهٔ هندسه و تنظیم ویژگی‌ها با یک کلیک به مایا ۲۰۲۲ اضافه شده‌است.
ابزار جدید Sweep Mesh هنرمندان را قادر می‌سازد تا با یک کلیک هندسه را ایجاد کرده و ویژگی‌ها را تنظیم کنند.
با استفاده از پلاگین جدید Game Vertex Count، هنرمندان می‌توانند قبل از ارسال آن‌ها به موتورهای بازی، با دقت بیشتری تخمین بزنند که دارایی‌های مایا بر بودجهٔ تعداد رأس درون بازی خود چگونه تأثیر می‌گذارند.
هستهٔ اصلی مایا در زبان سی‌پلاس‌پلاس نوشته شده‌است.
نرم‌افزار مایا بر روی سیستم‌عامل‌های ویندوز، لینوکس و مکینتاش قابل استفاده‌است.
وب سایت مرجع: https://www.autodesk.com

## امکانات
USD: Universal Scene Description که توانایی لود صحنه های سنگین را میدهد
Mash ساخت موشن گرافیک در مایا
Fluid Effects
Bifrost
X gen
Fur
UV editor آپدیت شده
nHair
nCloth
nParticle
Camera Sequencer